# Трезубценосы
Трезубценосы (Hipposideros) — род млекопитающих семейства подковогубые подотряда летучих мышей. Содержит 2 вида.

## Распространение
Род широко распространен в Северной Африке, через Аравийский полуостров до Пакистана.

## Внешний вид и строение
Голова и тело длиной 46—62 мм, хвост длиной 16—29 мм, предплечья длиной 43—56 мм. Масса обыкновенного трезубценоса 6—10 г. Окраска разнообразная. Уши большие и заметно обнажены. Рот широкий.

## Виды
- Эфиопский трезубценос (Asellia patrizii)
- Обыкновенный трезубценос (Asellia tridens)